# Berta de Suabia
Berta de Suabia (h. 907-Payerne, Suiza, después del 2 de enero de 966) era reina consorte de Borgoña. Era la hija de Burcardo II, duque de Suabia, y su esposa Regelinda.
En 922 se casó con Rodolfo de Borgoña. Adelaida de Italia fue la hija que tuvieron en común. Su hijo, Conrado, sucedió a Rodolfo II como rey de Borgoña.
A la muerte de Rodolfo (937), Berta se casó con Hugo de Italia el 12 de diciembre de 937. Hugo murió en 947, y Berta se casó por tercera vez.
Falleció después del 2 de enero de 966, y fue enterrada en algún lugar de Payerne, hoy Suiza, y sus restos fueron trasladados probablemente a la iglesia de la abadía de Notre-Dame por su hija Adelaida, quien fundó el monasterio alrededor del año 1000.

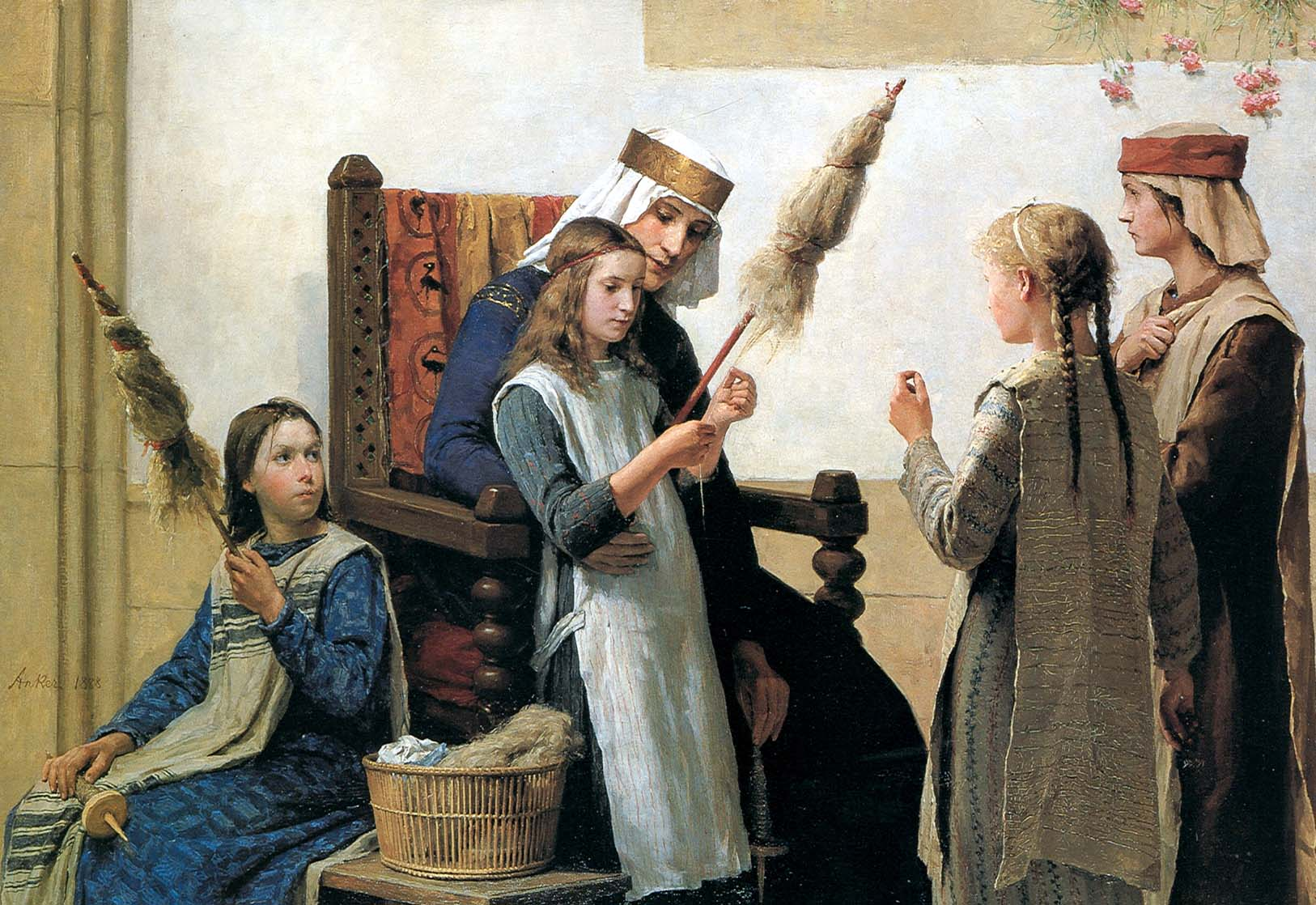
Berta de Suabia, por Albert Anker, 1888